# Michel Bastos
Michel Fernandes Bastos (n. 2 august 1983) este un fotbalist brazilian și francez liber de contract, care joacă pe post de mijlocaș lateral. Pe plan internațional, are prezențe la națională pentru Brazilia.
Bastos a debutat la națională pe 14 noiembrie 2009 într-un meci contra Angliei în Doha, Qatar.